# ATP Challenger Monterrey
Das ATP Challenger Monterrey (offizieller Name: Abierto GNP Seguros) war ein Tennisturnier in Monterrey, das von 2015 bis 2023 ausgetragen wurde. Es war Teil der ATP Challenger Tour und wurde auf Hartplatz gespielt.

## Liste der Sieger

### Einzel
| Jahr | Sieger              | Finalgegner          | Ergebnis       |
| ---- | ------------------- | -------------------- | -------------- |
| 2023 | Nuno Borges         | Borna Gojo           | 6:4, 7:66      |
| 2022 | Fernando Verdasco   | Prajnesh Gunneswaran | 4:6, 6:3, 7:63 |
| 2021 | abgesagt            | abgesagt             | abgesagt       |
| 2020 | Adrian Mannarino    | Aleksandar Vukic     | 6:1, 6:3       |
| 2019 | Alexander Bublik    | Emilio Gómez         | 6:3, 6:2       |
| 2018 | David Ferrer        | Ivo Karlović         | 6:3, 6:4       |
| 2017 | Maximilian Marterer | Bradley Klahn        | 7:63, 7:66     |
| 2016 | Ernesto Escobedo    | Denis Kudla          | 6:4, 6:4       |
| 2015 | Thiemo de Bakker    | Víctor Estrella      | 7:61, 4:6, 6:3 |

### Doppel
| Jahr | Sieger                                | Finalgegner                               | Ergebnis          |
| ---- | ------------------------------------- | ----------------------------------------- | ----------------- |
| 2023 | André Göransson Ben McLachlan         | Luis David Martínez Cristian Rodríguez    | 6:3, 6:4          |
| 2022 | Hans Hach Verdugo Austin Krajicek     | Robert Galloway John-Patrick Smith        | 6:0, 6:3          |
| 2021 | abgesagt                              | abgesagt                                  | abgesagt          |
| 2020 | Karol Drzewiecki Gonçalo Oliveira     | Orlando Luz Rafael Matos                  | 6:75, 6:4, [11:9] |
| 2019 | Evan King (3) Nathan Pasha            | Santiago González Aisam-ul-Haq Qureshi    | 7:5, 6:2          |
| 2018 | Marcelo Arévalo Jeevan Nedunchezhiyan | Leander Paes Miguel Ángel Reyes Varela    | 6:1, 6:4          |
| 2017 | Christopher Eubanks Evan King (2)     | Marcelo Arévalo Miguel Ángel Reyes Varela | 7:64, 6:3         |
| 2016 | Evan King (1) Denis Kudla             | Jarryd Chaplin Ben McLachlan              | 6:74, 6:4, [10:2] |
| 2015 | Thiemo de Bakker Mark Vervoort        | Paolo Lorenzi Fernando Romboli            | kampflos          |